# Anasaitis
Genre
Synonymes
- Maeotella Bryant, 1950

Anasaitis est un genre d'araignées aranéomorphes de la famille des Salticidae.

## Distribution
Les espèces de ce genre se rencontrent aux Antilles, en Colombie, au Panama et aux États-Unis.

## Liste des espèces
Selon World Spider Catalog (version 25.0, 25/03/2024) :
- Anasaitis adorabilis Zhang & Maddison, 2012
- Anasaitis arcuatus (Franganillo, 1930)
- Anasaitis banksi (Roewer, 1951)
- Anasaitis brunneus Zhang & Maddison, 2012
- Anasaitis canalis (Chamberlin, 1925)
- Anasaitis canosus (Walckenaer, 1837)
- Anasaitis champetera Galvis, Zapata-M & Malumbres-Olarte, 2020
- Anasaitis cubanus (Roewer, 1951)
- Anasaitis decoris Bryant, 1950
- Anasaitis elegantissimus (Simon, 1888)
- Anasaitis emertoni (Bryant, 1940)
- Anasaitis gloriae (Petrunkevitch, 1930)
- Anasaitis hebetatus Zhang & Maddison, 2012
- Anasaitis laxus Zhang & Maddison, 2012
- Anasaitis locuples (Simon, 1888)
- Anasaitis milesae Logunov, 2024
- Anasaitis morgani (G. W. Peckham & E. G. Peckham, 1901)
- Anasaitis peckhami (Petrunkevitch, 1914)
- Anasaitis perplexus (G. W. Peckham & E. G. Peckham, 1901)
- Anasaitis placidus (Bryant, 1947)
- Anasaitis scintillus Bryant, 1950
- Anasaitis squamatus (Bryant, 1940)
- Anasaitis venatorius (G. W. Peckham & E. G. Peckham, 1901)

## Systématique et taxinomie
Ce genre a été décrit par Bryant en 1950 dans les Salticidae.
Maeotella a été placé en synonymie par Zhang et Maddison en 2015.

## Publication originale
- Bryant, 1950 : « The salticid spiders of Jamaica. » Bulletin of the Museum of. Comparative Zoology, vol. 103, p. 163-209 (texte intégral).